# Ostersee (Iffeldorf)
Ostersee ist ein ehemaliger Ortsteil von Iffeldorf im oberbayerischen Landkreis Weilheim-Schongau. Er befand sich am östlichen Ufer des Großen Ostersees, von dem auch der Ortsname stammt.

## Geschichte
Erstmals erwähnt wird ein Osterseer Hof im Weilheimer Leibbuch (Einwohnerverzeichnis) von 1510.
Ostersee bestand bis Ende des 19. Jahrhunderts aus drei Höfen:
Der „Schwar“, ein 1⁄8-Hof, der dem Kloster Bernried zinspflichtig war, wird um 1537 im Höhenkirchner Salbuch erstmals erwähnt. Im Jahr 1865 verkaufte der damalige Bauer den Hof an Joseph Anton von Maffei, der das nahegelegene Gut Staltach betrieb. Der Hof wurde für den Gutsbetrieb genutzt, bis er 1929 abbrannte und nicht wiederaufgebaut wurde. Die weiteren Anwesen sind der „Heiß“ und der „Valentin“, beide ebenfalls dem Kloster Bernried zinspflichtige 1⁄8-Höfe. Den „Heiß“ und den „Valentin“ erwarb Joseph Anton von Maffei in den Jahren 1861 bzw. 1862 und nutzte sie für den Gutsbetrieb, bis beide 1891 abgerissen wurden.
In den bayerischen Ortsverzeichnissen ist Ostersee bis 1904 als Weiler klassifiziert, 1928 dann als Einöde und 1952 nicht mehr erwähnt.

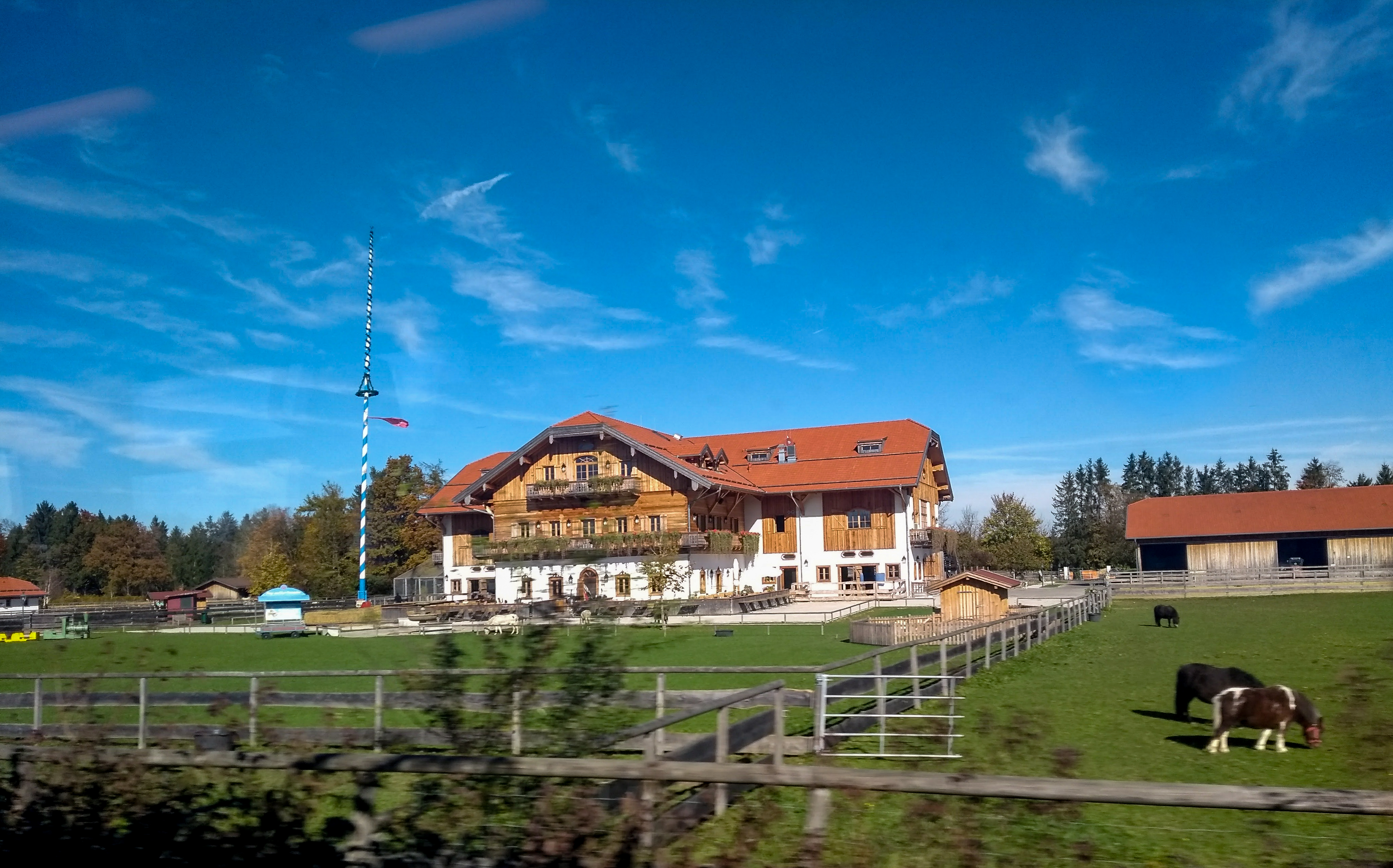
Gut Aiderbichl „Gertraud Gruber Osterseehof“, 2017

Heute weisen nur noch wenige überwachsene Steine an dem von Eichen gesäumten Wanderweg auf einen der Höfe hin. Es gibt allerdings keine 400 Meter weiter östlich, jenseits der Bahnlinie, seit 1964 wieder einen Bauernhof, den „Osterseehof“; er ist jedoch kein amtlicher Ortsteil. Der von einem Sudetendeutschen errichtete Hof wurde ab 2009 zu einem Gnadenhof der Gut-Aiderbichl-Stiftung erweitert, der im Herbst 2011 eröffnet wurde.
| Jahr | Einwohner | Gebäude (ab 1885 nur Wohngebäude) |
| ---- | --------- | --------------------------------- |
| 1825 | 30        | 3                                 |
| 1864 | 17        | 5                                 |
| 1871 | 25        | 6                                 |
| 1885 | 22        | 3                                 |
| 1900 | 21        | 2                                 |
| 1925 | 11        | 1                                 |

## Persönlichkeiten
- Markus Gattinger (1713–1753), Kunstschmied, beim „Heiß“ geboren
- Bartholomäus Ponholzer (1827–1892), römisch-katholischer Priester, Präses im Kolpingwerk, Autor und Zeitungsredakteur, auf dem Valentin-Hof geboren.